# Nonea ventricosa
Nonea ventricosa là loài thực vật có hoa trong họ Mồ hôi. Loài này được Griseb. mô tả khoa học đầu tiên.